# 85. Oscar-gála
A 85. Oscar-gálán az Amerikai Filmművészeti és Filmtudományi Akadémia a 2012-es év legjobb filmjeit és filmeseit honorálta. A díjátadó ceremóniát 2013. február 24-én rendezték meg a hollywoodi Dolby Színházban.

## Kategóriák és jelöltek
A jelöltek listáját 2013. január 10-én tették közzé.
A nyertesek az első helyen sorolva és félkövérrel jelölve.
| Legjobb film | Legjobb rendező |
| --- | --- |
| - Az Argo-akció - Szerelem - A messzi dél vadjai - Django elszabadul - A nyomorultak - Pi élete - Lincoln - Napos oldal - Zero Dark Thirty - A Bin Láden hajsza | - Ang Lee – Pi élete - Michael Haneke – Szerelem - David O. Russell – Napos oldal - Steven Spielberg – Lincoln - Benh Zeitlin – A messzi dél vadjai |
| Legjobb férfi főszereplő | Legjobb női főszereplő |
| - Daniel Day-Lewis – Lincoln - Bradley Cooper – Napos oldal - Hugh Jackman – A nyomorultak - Joaquin Phoenix – The Master - Denzel Washington – Kényszerleszállás | - Jennifer Lawrence – Napos oldal - Jessica Chastain – Zero Dark Thirty - A Bin Láden hajsza - Emmanuelle Riva – Szerelem - Quvenzhané Wallis – A messzi dél vadjai - Naomi Watts – A lehetetlen |
| Legjobb férfi mellékszereplő | Legjobb női mellékszereplő |
| - Christoph Waltz – Django elszabadul - Alan Arkin – Az Argo-akció - Robert De Niro – Napos oldal - Philip Seymour Hoffman – The Master - Tommy Lee Jones – Lincoln | - Anne Hathaway – A nyomorultak - Amy Adams – The Master - Sally Field – Lincoln - Helen Hunt – A kezelés - Jacki Weaver – Napos oldal |
| Legjobb eredeti forgatókönyv | Legjobb adaptált forgatókönyv |
| - Django elszabadul – Quentin Tarantino - Szerelem – Michael Haneke - Kényszerleszállás – John Gatins - Holdfény királyság – Wes Anderson és Roman Coppola - Zero Dark Thirty - A Bin Láden hajsza – Mark Boal                                                                             | - Az Argo-akció – Chris Terrio - A messzi dél vadjai – Lucy Alibar és Benh Zeitlin - Pi élete – David Magee - Lincoln – Tony Kushner - Napos oldal – David O. Russell |
| Legjobb animációs film | Legjobb idegen nyelvű film |
| - Merida, a bátor – Mark Andrews és Brenda Chapman - Frankenweenie - Ebcsont beforr – Tim Burton - ParaNorman – Sam Fell és Chris Butler - Kalózok! A kétballábas banda – Peter Lord - Rontó Ralph – Rich Moore                                                                            | - Szerelem (Ausztria) - Kon-Tiki (Norvégia) - No (Chile) - Egy veszedelmes viszony (Dánia) - War Witch (Kanada) |
| Legjobb dokumentumfilm | Legjobb rövid dokumentumfilm |
| - Searching for Sugar Man – Malik Bendjelloul és Simon Chinn - Öt törött kamera – Emad Burnat és Guy Davidi - The Gatekeepers – Dror Moreh, Philippa Kowarsky és Estelle Fialon - How to Survive a Plague – David France és Howard Gertler - The Invisible War – Kirby Dick és Amy Ziering | - Inocente – Sean Fine és Andrea Nix Fine - Kings Point – Sari Gilman és Jedd Wider - Mondays at Racine – Cynthia Wade és Robin Honan - Open Heart – Kief Davidson és Cori Shepherd Stern - Redemption – Jon Alpert és Matthew O'Neill |
| Legjobb rövidfilm | Legjobb animációs rövidfilm |
| - Curfew – Shawn Christensen - Asad – Bryan Buckley és Mino Jarjoura - Buzkashi Boys – Sam French és Ariel Nasr - Death of a Shadow – Tom Van Avermaet és Ellen De Waele - Henry – Yan England                                                                                             | - Paperman – John Kahrs - Adam and Dog – Minkyu Lee - Fresh Guacamole – PES - Head over Heels – Timothy Reckart és Fodhla Cronin O'Reilly - The Simpsons: The Longest Daycare – David Silverman |
| Legjobb eredeti filmzene | Legjobb eredeti dal |
| - Pi élete – Mychael Danna - Anna Karenina – Dario Marianelli - Az Argo-akció – Alexandre Desplat - Lincoln – John Williams - Skyfall – Thomas Newman | - "Skyfall" a Skyfallból – Adele Adkins és Paul Epworth - "Before My Time" a Chasing Ice-ból – J. Ralph - "Everybody Needs a Best Friend" a Tedből – Walter Murphy és Seth MacFarlane - "Pi's Lullaby" a Pi életéből – Mychael Danna és Bombay Jayashri - "Suddenly" a A nyomorultakból – Claude-Michel Schönberg, Herbert Kretzmer, és Alain Boublil                                                                                  |
| Legjobb hangvágás | Legjobb hangkeverés |
| - Skyfall – Per Hallberg és Karen Baker Landers[1] - Zero Dark Thirty - A Bin Láden hajsza – Paul N. J. Ottosson[1] - Az Argo-akció – Erik Aadahl és Ethan Van der Ryn - Django elszabadul – Wylie Stateman - Pi élete – Eugene Gearty és Philip Stockton                                  | - A nyomorultak – Andy Nelson, Mark Paterson és Simon Hayes - Az Argo-akció – John T. Reitz, Gregg Rudloff és Jose Antonio Garcia - Pi élete – Ron Bartlett, D. M. Hemphill és Drew Kunin - Lincoln – Andy Nelson, Gary Rydstro és Ronald Judkins - Skyfall – Scott Millan, Greg P. Russell és Stuart Wilson |
| Legjobb látványtervezés | Legjobb operatőr |
| - Lincoln – Rick Carter és Jim Erickson - Anna Karenina – Sarah Greenwood és Katie Spencer - A hobbit: Váratlan utazás – Dan Hennah, Ra Vincent és Simon Bright - A nyomorultak – Eve Stewart és Anna Lynch-Robinson - Pi élete – David Gropman és Anna Pinnock                            | - Pi élete – Claudio Miranda - Anna Karenina – Seamus McGarvey - Django elszabadul – Robert Richardson - Lincoln – Janusz Kamiński - Skyfall – Roger Deakins |
| Legjobb smink | Legjobb jelmez |
| - A nyomorultak – Lisa Westcott és Julie Dartnell - Hitchcock – Howard Berger, Peter Montagna és Martin Samuel - A hobbit: Váratlan utazás – Peter Swords King, Rick Findlater és Tami Lane                                                                                                | - Anna Karenina – Jacqueline Durran - A nyomorultak – Paco Delgado - Lincoln – Joanna Johnston - Tükröm, tükröm – Isioka Eiko - Hófehér és a vadász – Colleen Atwood |
| Legjobb vágás | Legjobb vizuális effektek |
| - Az Argo-akció – William Goldenberg - Pi élete – Tim Squyres - Lincoln – Michael Kahn - Napos oldal – Jay Cassidy és Crispin Struthers - Zero Dark Thirty - A Bin Láden hajsza – Dylan Tichenor és William Goldenberg                                                                     | - Pi élete – Bill Westenhofer, Guillaume Rocheron, Erik-Jan De Boer és Donald R. Elliott - A hobbit: Váratlan utazás – Joe Letteri, Eric Saindon, David Clayton és R. Christopher White - Bosszúállók – Janek Sirrs, Jeff White, Guy Williams és Dan Sudick - Prometheus – Richard Stammers, Trevor Wood, Charley Henley és Martin Hill - Hófehér és a vadász – Cedric Nicolas-Troyan, Philip Brennan, Neil Corbould és Michael Dawson |

Megjegyzés
↑ 1:  A Skyfall és a Zero Dark Thirty - A Bin Láden hajsza holtversenyben nyerték el a legjobb hangvágás díját. Az Oscar-gálák történetében ez még csak a hatodik eset, hogy egy kategóriában két jelölt is díjat nyerjen.

## Statisztika

### Egynél több jelöléssel bíró filmek
- 12 jelölés: Lincoln
- 11 jelölés: Pi élete
- 8 jelölés: A nyomorultak és Napos oldal
- 7 jelölés: Az Argo-akció
- 5 jelölés: Szerelem, Django elszabadul, Skyfall és Zero Dark Thirty - A Bin Láden hajsza
- 4 jelölés: Anna Karenina és A messzi dél vadjai
- 3 jelölés: A hobbit: Váratlan utazás és The Master
- 2 jelölés: Kényszerleszállás és Hófehér és a vadász[6]

### Egynél több díjjal bíró filmek
- 4 díj: Pi élete
- 3 díj: Az Argo-akció és A nyomorultak
- 2 díj: Django elszabadul, Lincoln és Skyfall[5]